# Dorchester Castle
Dorchester Castle var en motte and bailey-borg i købstaden Dorchester, Dorset i Sydengland.
Det er usikkert præcis hvornår den blev bygget, men mellem 1154 og 1175 var den i jarlen af Cornwalls eje, og den var kommet under kronen i 1185. Både kong Henrik 3. og John brugte penge på borgen.
Den synes at være gået ud af brug fra omkring 1290, og der er omtale af, at stenene fra borgen blev brugt som byggemateriale i Chidlock-familiens byggeri Dorchester Greyfriars i 1309. Den var med sikkerhed forladt i 1422.